# Remchingen
Remchingen (phát âm tiếng Đức: [ʁe:mçɪŋən] ⓘ) là một thị xã thuộc huyện Enz, bang Baden-Württemberg, Đức. Nơi đây nằm bên bờ sông Pfinz, cách Karlsruhe 14 km về phía đông nam và cách Pforzheim 12 km về phía tây bắc.